# Project I.G.I.
Pour les articles homonymes, voir IGI.
Project I.G.I. (titre anglais : Projet I.G.I.: I'm Going In) est un jeu vidéo d'infiltration en vue à la première personne sorti sur PC le 8 décembre 2000 en Europe et le 15 décembre 2000 aux États-Unis. Le jeu a été développé par Innerloop Studios et publié par Eidos Interactive.
Le jeu a reçu des critiques mitigées en raison de ses défauts, notamment une IA mal programmée, l'absence d'une option de sauvegarde en milieu de partie et le manque de fonctionnalités multijoueur. Cependant, il a reçu des éloges pour sa conception sonore et ses graphismes, en partie grâce à l'utilisation d'un moteur de jeu propriétaire qui avait déjà été utilisé dans Joint Strike Fighter d'Innerloop.
Il a eu pour suite I.G.I.-2: Covert Strike sorti le 3 mars 2003.
Un préquel intitulé I.G.I. Origins avait été annoncé par l'éditeur Toadman Interactive en 2019 et devait sortir en 2021. Le jeu devait être développé par AntiMatter Games,. En mai 2023, AntiMatter Games a annoncé la fermeture du studio de développement après que sa société mère, Enad Global 7 (en), ai déclaré que dans le cadre de ses efforts visant à atteindre "une prévisibilité et une rentabilité plus élevées", elle avait exploré "diverses options stratégiques" et "avait pris la décision de limiter les investissements supplémentaires et de s'orienter vers la fermeture du studio".

## Synopsis
David Jones, ancien agent du SAS travaillant pour le IGI (Institute for Geotactical Intelligence), est envoyé en ex-URSS par Anya pour mettre la main sur Josef Priboï, un trafiquant d'armes, afin d'obtenir des informations concernant une tête nucléaire volée. Après plusieurs tentatives de récupération, Josef est remis aux mains de l'I.G.I. Son oncle Jach Priboï, complice de Ekk, mafieuse russe et véritable cerveau de l'opération criminelle, est aussitôt récupéré.
Seulement, Ekk attaque l'hélicoptère censé ramener Jach. David et Jach survivent au crash, l'ennemi ne parvient pas à trouver David, mais Jach est aux mains de l'ennemi. David rejoindra discrètement le véhicule dans lequel Jach est escorté. Il parviendra à le rejoindre à bord d'un train, mais celui-ci sera de nouveau la cible de Ekk. Ayant compris que sa vie avait peu de valeur pour sa complice, il décide de s'associer à David, et, ensemble, parviennent enfin à fuir dans un nouvel hélicoptère.
Il révèle à l'I.G.I. l'emplacement de la bombe, sans compter le fait que Ekk l'a déplacé en prévision de sa trahison. Après avoir recueilli les informations nécessaires, David Jones part définitivement assassiner Ekk, et couvrir Anya durant la procédure de désamorçage de la tête nucléaire.

## Système de jeu
Ce jeu repose sur des séries d'objectifs à atteindre au sein de bases ennemies à nettoyer de toute présence hostile, situées au cœur d'environnements aux décors quasi infinis. Ce qui fait la spécificité de ce FPS est sa composante tactique : le joueur a le champ libre pour planifier l'assaut des bases ennemies, à l'aide d'une console GPS avec vue aérienne et de l'environnement vaste dont il doit tirer parti. Un arsenal d'armes conséquent est disponible pour nettoyer ces bases, mais la discrétion reste de mise : les ennemis et les caméras qui vous repèrent peuvent déclencher des alarmes, ce qui a pour conséquence de faire sortir des renforts ennemis par petites vagues infinies tant que le joueur n'a pas désactivé l'alarme.
Une des difficultés du jeu est l'impossibilité de sauvegarder durant une mission : il faut la terminer pour sauver votre progression. Le jeu se déroule en 14 missions, allant d'une promenade de santé à un cauchemar infernal où le joueur pourra apprécier la maigre présence de seringues de soin cependant rendant l'expérience supportable.

## Personnages
1. David Jones, né David Llewellyn Jones le 1 août 1965 à Cardiff, au Royaume-Uni, est le protagoniste du jeu. Il est probablement le meilleur officier de l’I.G.I. (Institute for Geotactical Intelligence). Après avoir passé une courte période dans un centre de détention pour jeunes, il rejoint immédiatement l'armée britannique. Beaucoup de travail acharné et d’entraînement l’ont défini comme l’un des sous-officiers les plus appréciés du régiment de parachutistes. Peu de temps après sa sixième année dans les services, il postule pour rejoindre le Special Air Service Regiment. Il quitte le régiment après trois ans de service en raison d'une blessure subie. David est décrit comme un officier qui n'abandonne pas si facilement face aux situations à risque et d'urgence, mais qui reste ferme pour affronter et résoudre la situation avec calme. Il est capable d'accomplir des tâches et des missions difficiles sans l'aide de personne et est également décrit comme un homme intrépide qui n'hésite pas à tuer ses cibles n'importe où.
2. Anya, née Rebecca Anya en 1965, est l'une des femmes officiers opérant au siège de l'agence IGI. Anya est la directrice de mission de David pour chaque mission du jeu et n'apparaît que dans les cinématiques. La seule fois où elle apparaît dans une mission, c'est dans la mission finale et avec l'aide de ses compréhensions en électronique, elle désamorce la bombe nucléaire posée par Ekk qui aurait autrement détruit entièrement l'Europe. À la fin de Project I.G.I., le joueur ne sait pas si Anya reste en vie. Dans la cinématique finale, David et Anya sont vus se reposant sur le sol de la base secrète d'Ekk, Anya se maintenant en vie en utilisant le Medipack.
3. Jach Priboi, également connu sous le nom de Priboi, est un marchand d’armes estonien et un vieil ami de David Jones. Ekk lui a acheté l’ogive nucléaire dans le but de détruire l’Europe.
4. Joseph Priboi est le neveu de Jach Priboi. C’est un trafiquant d’armes russe qui aurait des informations sur une ogive nucléaire « volée ». Joseph Priboi n'utilise pas d'arme à feu dans le jeu, bien qu'il porte un M16A2 lorsqu'il s'échappe de sa prison dans la mission 4. Il est gardé par une compagnie de soldats dirigée par le Capitaine Harrison alors qu'il est pris pour cible par les soldats gardant la prison.
5. Ekk est la cheffe d’une mafia russe indépendante qui envisageait de détruire l’Europe avec l’ogive nucléaire. C'est une ancienne colonel de l'armée russe qui dirige une organisation terroriste avec des membres de son unité militaire. Elle achète une ogive nucléaire à Jach Priboi dans le but de la détruire, provoquant une attaque terroriste dans toute l'Europe. Dans la mission 7, elle ordonne que l'hélicoptère transportant Jach Priboi, piloté par David, soit abattu. Dans la mission 13, après avoir désarmé l'ogive nucléaire pour créer une bombe valise, elle s'enfuit de base secrète en base secrète avec David sur ses talons. Dans la dernière mission, Ekk possède un Desert Eagle et essaiera de tuer David Jones. Le joueur devra la tuer pour permettre à Anya de désamorcer la bombe.
6. Capitaine Harrison, commandant des troupes alliées de l’I.G.I., est un ancien Béret vert. Il apparait dans la cinématique de la mission 6 « Récupérer Priboi » avec une M16A2 tandis que dans la mission 4 « La main de Dieu » il sort Joseph Priboi de prison avec un SPAS 12. Il est soutenu par David Jones dans la mission « La main de Dieu » pour récupérer Joseph Priboi des mains de l’ennemi. Il aide à capturer Jack Priboi dans la mission "Récupérer Priboi" et vient également aider Jones dans la mission finale "La bombe". En tant que tacticien expérimenté, le Capitaine Harrison utilise diverses tactiques de combat pour s'adapter à la mission à accomplir. Il semble préférer l'infiltration furtive, utilisant la puissance de feu élevée de sa compagnie de soldats comme renfort. Il préfère également le recours à la guérilla en utilisant des diversions et des escarmouches pour atteindre ses objectifs avec un minimum de pertes.

## Armes et accessoires
Le joueur dispose de 17 armes et accessoires différents dont 1 seringue de régénération de vie :
Arme blanche : couteau de combat
Armes de poing : Glock 17, Desert Eagle, Colt Anaconda
Pistolets-mitrailleurs : UZI, double UZI (akimbo), HK MP5SD3
Fusils d'assaut : M16A2 (avec lance-grenades monté), AK-47
Fusils à pompe : Franchi SPAS 12, Pancor Jackhammer
Fusil de précision : Dragunov (SVD)
Fusils-mitrailleurs : FN Minimi, Browning M2 (sur pied)
Grenades : grenade à main, FlashBang, mine de proximité
Lance-roquettes : LAW 80
Soins : Medipack (seringue de vie)
Accessoires : Jumelles, console GPS

## Développement
Project I.G.I. utilise un moteur 3D de simulateur d'avion développé précédemment par Innerloop pour Joint Strike Fighter, qui lui permet d'afficher des environnements en extérieur d'une grande qualité et de proposer une profondeur de champ inédite pour un FPS.

## Accueil
Le jeu a été plutôt bien accueilli par la presse spécialisée en France, mais l'accueil est plutôt moyen si l'on s'en réfère à sa note sur Metacritic.